# Церковь Николая Чудотворца (Клёновское)
Церковь Николая Чудотворца — православный храм в селе Кленовском Нижнесергинского района Свердловской области.
Решением № 535 Исполнительного комитета Свердловского областного Совета народных депутатов от 31 декабря 1987 года присвоен статус памятника архитектуры регионального значения.

## История
Церковь расположена на возвышенности в центральной части села, рядом с Сибирским трактом. Построена и освящена во имя Николая Чудотворца в 1842 году. Здание закрыто в 1941 году. В 1987 получило статус памятника. В ведение Русской православной церкви храм возващён в 1991 году. С 1997 года в нём ведутся восстановительные работы. В 2015 году была восстановлена надхрамовая колокольня до уровня основания её последнего яруса

## Архитектура
Здание является образцом русского классицизма, построено по проекту Ивана Подьячева. Единственное, по объемно-пространственной композиции ротондальное здание храма в Свердловской области, представляет петербургскую архитектурную школу.
К круглой в плане храмовой части примыкают: в направлении с востока на запад прямоугольный алтарь и притвор, в направлении с севера на юг четырёхколонные портики римско-дорического ордера. Сходные портики из треёхчетвертных колонн оформляют алтарь и притвор. Цилиндрический храмовый объём венчает купол на низком барабане. Над притвором поднималась колокольня, которая гармонично дополняла храм, её композиция основывалась на характерном для архитектуры классицизма контрастном сочетании ярусов. Над прямоугольным объёмом первого яруса звона поднимался второй — цилиндрический ярус, его венчал стройный шпиль. Фасады по высоте расчленены горизонтальной тягой, прорезаны расположенными одно над другим прямоугольными и полукруглыми окнами, завершены дорическим фризом из триглифов и метоп.
Ведущей темой для организации храмового интерьера выбрана арка. Большие и малые арки соединяют пристенные пилоны, прорезают стены. Вместе арки образуют замкнутую аркаду, поддерживающую плоский купол. На стенах храма частично сохранились росписи.